# Newry City Athletic Football Club
Ne doit pas être confondu avec Newry City Football Club.
Maillots
Actualités
Dernière mise à jour : 23 août 2024.
le Newry City Association Football Club est un club de football basé à Newry en Irlande du Nord. Il a été créé en 2013 sur les ruines du Newry City Football Club disparu l'année précédente. Le club évolue aux Showgrounds, le stade de la ville. Il joue en bleu et blanc.

## Histoire
Le club est créé en 2013 sur les ruines du Newry City Football Club dissout sur décision judiciaire en septembre 2012 après une demande de liquidation déposée par l'ancien joueur et entraineur du club Gerry Flynn. Le club n'ayant pas fait appel de cette décision, il disparait définitivement du paysage du football professionnel nord-irlandais. MLa majorité des joueurs quittent alors le club pour signer avec Warrenpoint Town. Le nouveau club, portant les mêmes couleurs et ayant la même maison que son prédécesseur n'a aucun lien légal avec l'ancien club.
Les négociations pour la création d'un nouveau club commencent quelques semaines plus tard en décembre 2012. En février 2013, les dirigeants du nouveau club déclarent se désolidariser de toute dette dues par l'ancien club. Ils entament dans le même temps une discussion avec la Fédération d'Irlande de football (FAI), basée à Dublin pour intégrer le Championnat d'Irlande de football. Mais la Association irlandaise de football qui organise le football en Irlande du Nord reste intraitable et oppose son veto. Les nouveaux dirigeants souhaitent utiliser The Showgrounds comme terrain officiel même si le terrain n'est pas leur propriété.
Lors de la création de la nouvelle entité, la première proposition de nom est Newry City 2012, mais le club s'oriente rapidement vers Newry City Association Football Club. Le nouveau club est créé officiellement le 13 mars 2013 par Ollie Ralph, un ancien joueur de Newry Town. Il s'affilie à l'Association irlandaise de football et demande à être intégré au championnat nord-irlandais. Demande est faite d'intégrer pour la saison 2013-2014 le championnat the Intermediate B division de la Mid-Ulster Football League soit le cinquième niveau national.
En juillet 2013, le club est accepté en Mid Ulster Football League Intermediate B pour la saison 2013-2014. C'est le cinquième échelon du football nord-irlandais. Il remporte la compétition dès la première année et accède à la Mid Ulster Football League Intermediate A où il ne reste que deux saisons puisqu'il remporte le championnat au terme de l'année 2015-2016. Newry accède donc à la NIFL Premier Intermediate League, la troisième division. Lors de sa première saison à ce niveau, le club termine deuxième et dispute ainsi le barrage de promotion. Opposé à Armagh City, il l'emporte 7 buts à 2 sur l'ensemble des deux rencontres. Newry gagne donc son accession en NIFL Championship la deuxième division. La saison 2017-2018 se déroule comme la précédente en 3e division : Newry termine à la deuxième place derrière l'Institute Football Club et joue un barrage d'accession en première division contre les Carrick Rangers qui viennent de terminer à l'avant-dernière place du championnat national. Newry gagne les deux matchs, d'abord 3-2 sur son terrain, puis 3-1 à Carrickfergus. Le club obtient ainsi sa quatrième promotion en cinq années d'existence.

## Bilan sportif

### Palmarès
- Mid Ulster Football League Intermediate B
  - Vainqueur en 2013-2014
- Mid Ulster Football League Intermediate A
  - Vainqueur en 2014-2015
- NIFL Premier Intermediate League 
  - Deuxième en 2016-2017 (vainqueur des play-off de promotion)
- NIFL Championship
  - Champion en 2021-2022
  - Deuxième en 2017-2018 (vainqueur des play-off de promotion)

### Bilan européen
Note : dans les résultats ci-dessous, le score du club est toujours donné en premier
| Saison | Compétition     | Tour          | Club                 | Domicile | Extérieur | Total |
| ------ | --------------- | ------------- | -------------------- | -------- | --------- | ----- |
| 1999   | Coupe Intertoto | Premier tour  | Hrvatski Dragovoljac | 2 - 0    | 0 - 1     | 2 - 1 |
| 1999   | Coupe Intertoto | Deuxième tour | MSV Duisbourg        | 1 - 0    | 0 - 2     | 1 - 2 |

Légende
- Victoire ou qualification pour le tour suivant
- Match nul
- Défaite ou élimination de la compétition